# 撣族諸邦聯邦
掸族诸邦联邦是緬甸英治時期英國在緬甸北部的行政區劃，由撣族諸邦和克倫尼邦組成。成立聯邦是為了促進將紹帕的權力向緬甸總督轉移。在不了解英國政治舉動影響的情況下，撣族紹帕在此過程中失去了權力，還必須將其收入的一半上繳給中央。因此，他們的地位從曾是國家的半主權統治者減少到成為一種稅收徵收者。

## 歷史
在英國殖民行政管理下，前撣族諸邦邦在名義上由主權實體組成，每個實體由當地君主統治，但由一個英國專員管理。1922年10月10日，克倫尼邦和撣邦的政府正式合併在一起，由一位同時管理佤邦的英國專員負責。
1942年5月27日，在第二次世界大戰期間，孟艮府（景棟）遭日軍入侵，其首府被占领。泰國總理銮披汶·颂堪與日本帝國達成先前協議後，同年12月，泰國軍隊佔領了位於泰國邊界與薩爾溫江之間的卡倫尼州部分地區，於1943年8月1日正式將其中4個地區併入泰國成立源泰邦。
1943年8月18日，日本政府同意泰國兼併撣族諸邦聯邦東部四個地區的事實，但其他地區置於緬族的緬甸國管理。
泰國於1946年正式放棄了對源泰邦的領土要求，換取加入聯合國和撤消所有因支持軸心國而實施的戰時制裁。

## 戰後
1948年緬甸獨立時，撣邦諸邦聯邦成為緬甸聯邦的撣邦和克耶邦，並有權脫離聯邦。1962年緬甸政變後，奈溫將軍的軍事政府取消了撣邦的地位和紹帕的世襲權利。